# لمياء فغالي
لمياء فغالي (6 أغسطس 1924 - 23 أبريل 2005)، ممثلة لبنانية. وهي شقيقة الفنانة صباح ، عملت في الإذاعة والمسرح واشتهرت من خلال بعض الأدوار في السينما، وتوقفت عن العمل الفني للفترة ثم عادت.

## روابط خارجية
- لمياء فغالي على موقع قاعدة بيانات الأفلام العربية